# Анджела Соммерс
Анджела Соммерс (англ. Angela Sommers, род. 21 июня 1983, Куинс, Нью-Йорк) — американская порноактриса и эротическая модель.

## Биография
Родилась в штате Нью-Йорк в июне 1983 года. Первоначально работала косметологом и визажистом. Также работала танцовщицей, фотомоделью (рекламировала нижнее белье различных марок) и вебкам-моделью.
Начала сниматься в фильмах для взрослых в 2010 году, в возрасте 27 лет, снимаясь в фильмах лесби-тематики для таких студий, как Penthouse, Playboy, Twistys, Brazzers, Girlfriends Films, Wicked Pictures, GirlsWay, Naughty America, Bondage Cafe, Kink.com, Hustler, Vivid, Adam & Eve, New Sensations, Elegant Angel, Digital Playground и других.
В августе 2011 года была выбрана Twisty’s treat of the month порталом Twistys и Cyber Girl of the Week журналом Playboy.
В мае 2012 года была выбрана Penthouse Pet журналом Penthouse.
Три года подряд (2014, 2015 и 2016) была представлена на AVN Awards в номинации «Лесбийская исполнительница года».
Некоторые фильмы: Flashback, Happy Hour, Girls in White 2012 1, Insatiable, Glamour Solos, Riding Solo 2, Secrets of Laly, Vamps, Super Model Solos 2.
Снялась более чем в 110 фильмах.

## Премии и номинации
| Год  | Церемония             | Результат | Номинация                         | Работа |
| ---- | --------------------- | --------- | --------------------------------- | ------ |
| 2013 | Sex Awards            | Номинация | Самая сексуальная взрослая звезда | н/д    |
| 2014 | AVN Awards            | Номинация | Лесбийская исполнительница года   | н/д    |
| 2015 | AVN Awards            | Номинация | Лесбийская исполнительница года   | н/д    |
| 2015 | Nightmoves            | Номинация | Лучшая порноактриса-стриптизёрша  | н/д    |
| 2015 | Nightmoves Fan Awards | Номинация | Лучшая порноактриса-стриптизёрша  | н/д    |
| 2016 | AVN Awards            | Номинация | Лесбийская исполнительница года   | н/д    |
| 2016 | Nightmoves            | Номинация | Лучшая порноактриса-стриптизёрша  | н/д    |
| 2016 | Nightmoves            | Номинация | Лучшее тело                       | н/д    |
| 2016 | Nightmoves Fan Awards | Номинация | Лучшая порноактриса-стриптизёрша  | н/д    |
| 2016 | Nightmoves Fan Awards | Номинация | Лучшее тело                       | н/д    |
| 2016 | XRCO Award            | Номинация | Лучшая лесбийская исполнительница | н/д    |